# Prospect (Bandenwesen)
Prospect bezeichnet eine Person mit dem Status eines Probemitglieds innerhalb bestimmter Clubs, insbesondere bei Rocker- oder Motorradclubs (MCs). Bei Vereinszusammenschlüssen/-übertritten können aber auch ganze Motorradclubs oder Delegationen aus Clubs den Prospect-Status innehaben.

## Bedeutung
In der Regel bezeichnet der Begriff Anwärter oder Kandidaten, die vor ihrer Vollmitgliedschaft eine Probezeit absolvieren müssen. Die Prospect-Zeit dient in erster Linie dem Aufbau eines gegenseitigen Vertrauensverhältnisses und des gegenseitigen Beweisens. Prospects haben in der Regel nicht viele Rechte, sondern hauptsächlich Pflichten. Sie sind gewissermaßen Laufburschen, die zuerst niedrigere und unbeliebtere Arbeiten übernehmen dürfen.
Von einer etwa zweimonatigen Probezeit bei den Hells Angels wird in Willi Wottrengs Martin-Schippert-Biografie berichtet. Im beschriebenen Fall wurden die Schweizer „Lone Stars“ gesamtheitlich als Verein geprüft. Sie entsandten ihre Delegation nach Oakland, USA. Diese musste unter anderem das Clubhaus der „Hells Angels“ bewachen. Nach bestandener Prüfung reisten zwei Vertreter aus Oakland in die Schweiz, um das neue Charter zu inspizieren.

## Bedeutung für den Einzelnen
In der Regel steigt man nicht sofort als Prospect (Bruder auf Zeit) in einen Club ein.

### Der „Hangaround“
In den USA war diese Phase des Kennenlernens früher eine Zeit, in der ein nicht clubgebundener Freebiker dauernd vor dem Clubhaus „herumhing“, er war ein „Hangaround“. Der Hangaround half dem Club bei Bedarf, wurde gelegentlich mitgenommen und beide lernten sich dabei kennen. Er steht in loser Verbindung zum Club, ohne Verpflichtungen, aber klarerweise auch ohne Rechte.
Heute ist der Hangaround ein üblicher Schritt auf dem Weg zur Vollmitgliedschaft als Member. Je nach Club und Hangaround kann die Zeit bis zu einem Jahr oder sogar länger betragen. Zwar bestehen nach wie vor beiderseits weder Rechte noch Pflichten, die Absicht am Clubleben teilnehmen und Member werden zu wollen, ist aber deklariert. Teilweise können Hangarounds eines Clubs auch schon durch ein Patch kenntlich gemacht sein. Die Initiative zur Aufnahme als Hangaround wird zumeist vom Freebiker ausgehen, es gibt aber auch MCs, die an den Freebiker herantreten.

### Der „Prospect“
Bewährt sich ein Hangaround durch Einsatz, Ehrlichkeit und Respekt, und werden die gegenseitigen Erwartungen erfüllt, wird der Club den bisherigen Hangaround zum Prospect, also zum „Bruder auf Zeit“ ernennen. Die Prospect-Zeit kann wiederum bis zu einem Jahr oder auch länger betragen. Je nach Club ist dieser Status mit weiter gehenden Rechten und Pflichten, wie die regelmäßige Teilnahme an Clubversammlungen, Arbeiten bei Clubveranstaltungen und Ausfahrten, verbunden. Die Prospect-Zeit dient dazu, das gegenseitige Vertrauensverhältnis zu festigen und zu prüfen, ob Anwärter und Club in allen Belangen zusammenpassen. Der Status des Prospect ist oft an seiner Kutte durch den unteren Teil des Rückenabzeichens (Colours), den „Bottom Rocker“, den Aufnäher „MC“ bzw. auch durch einen Schriftzug „Prospect“ erkenntlich. Die verbreitete Ansicht, dass Prospects eine gering geschätzte Position innerhalb ihrer Clubs haben, trifft auf die meisten MCs nicht zu.
Das Einstehen füreinander setzt voraus, dass die Clubmitglieder auch in räumlicher Nähe wohnen. Für entfernt wohnende Mitglieder haben manche MCs den Status der „Nomaden“ oder „Nomads“ geschaffen.